# Врачешский монастырь
Врачешский монастырь Сорока святых мучеников (болг. Врачешки манастир „Свети Четиридесет мъченици“) — действующий монастырь Болгарской православной церкви, находящийся в 5 км от села Врачеш и в 10 км от города Ботевград. Считается одним из самых больших монастырей Болгарии.

## История
По преданию, монастырское мужское поселение находилось ещё в XII веке. Собственно монастырь был основан в XIII веке во время существования Второго Болгарского царства после того, когда болгарский царь Иван Асень II после победы при Клокотнице над царём Эпира Феодором Комнином. Битва произошла в день Сорока Севастийских мучеников, и царь приказал возвести в память о них множество церквей и храмов.
Изначально монастырь был мужским, а монахи в нём переводили и переписывали священные книги. В XVII веке при монастыре была школа. Монастырь сжигался турками в XV и XVIII веках, причём по легенде, во время последнего набега мученическую смерть приняли ровно 40 монахов, тогда же была уничтожена знаменитая книжная мастерская. Монастырь оставался заброшенным до 1890 года, пока Вуно Марков, известнейший мастер Ботевградского края, не построил современную церковь и не возродил тем самым монастырь. По ещё одному преданию, на месте будущей церкви овчар Атанас нашёл в земле чудотворную икону Врачешской Богоматери.
Первым насельником после возрождения стал иеромонах Игнатий, после кончины которого в монастыре жил мельник, который всегда зажигал свечи и лампады в храме. В 1935 году в монастырь пришли монахиня Евфимия и послушницы Радка (Евдокия), Крестанка (Кассиана) и Тота (Евпраксия), и монастырь стал женским. В XX веке были построены келейные корпуса и часовня Климента Охридского, которого чтила игуменья Кассиана. Имя часовне присвоили в 1968 году.
Монастырь действует и по настоящее время. В 1996 году был осуществлён ремонт храма, в 1997 году отстроена колокольня, в 1996—1999 годах отреставрирован иконостас. В монастырь приезжают паломники со всей Болгарии.

## Архитектура
Монастырь представляет собой комплекс церквей, жилых и служебных помещений. Церковь — однонефная, одноапсидная, бескупольная базилика, со внешним и открытым притвором, над которым возвышается колокольня. В одном из зданий позже была построена часовня, посвящённая Клименту Охридскому. Недалеко от монастыря на правом берегу находится монастырский святой источник. Над монастырём находится вершина, на которой стоят останки крепости Градиште (Ческовград). Монастырь в настоящее время является памятником культуры.

## Галерея

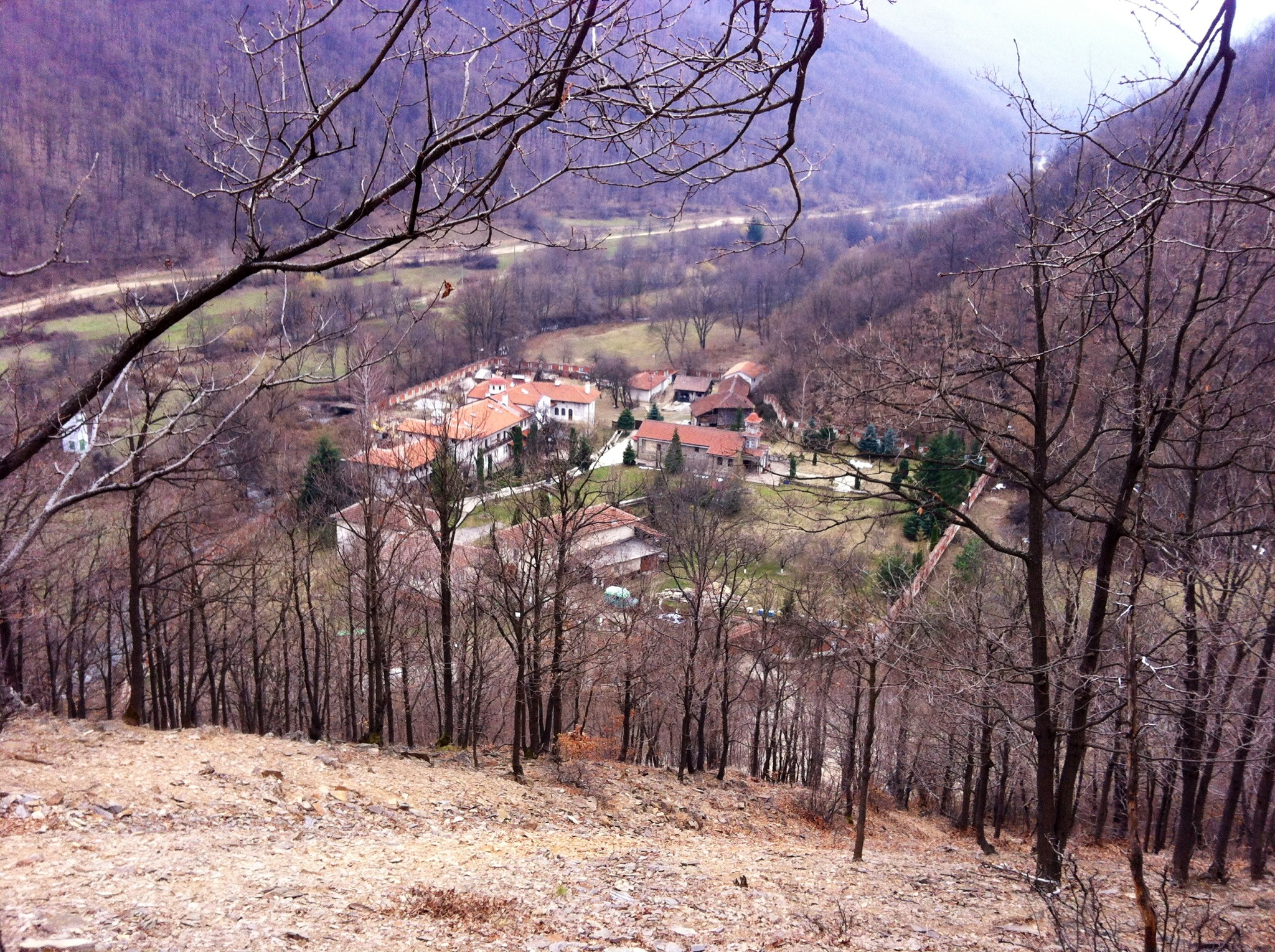
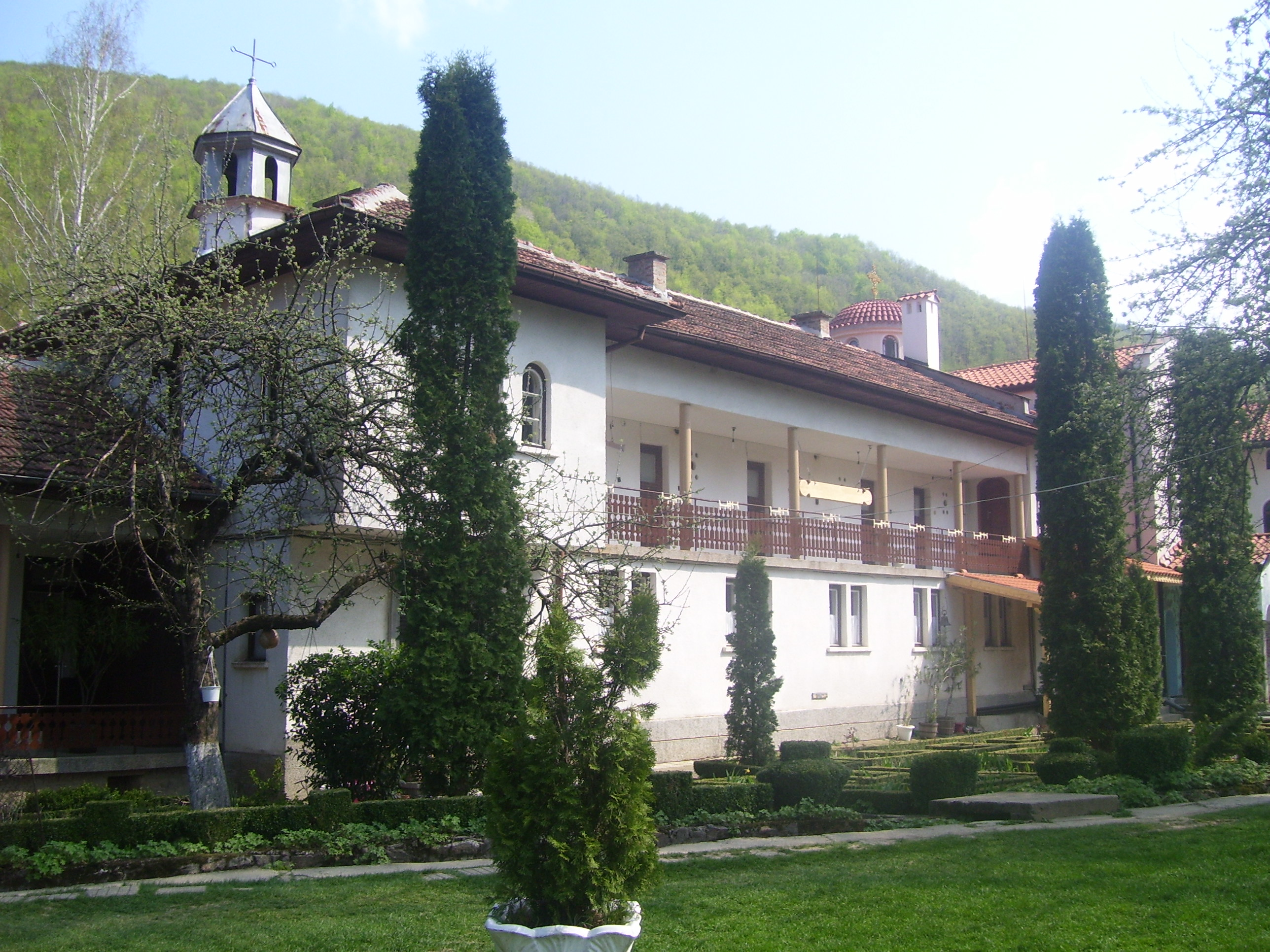
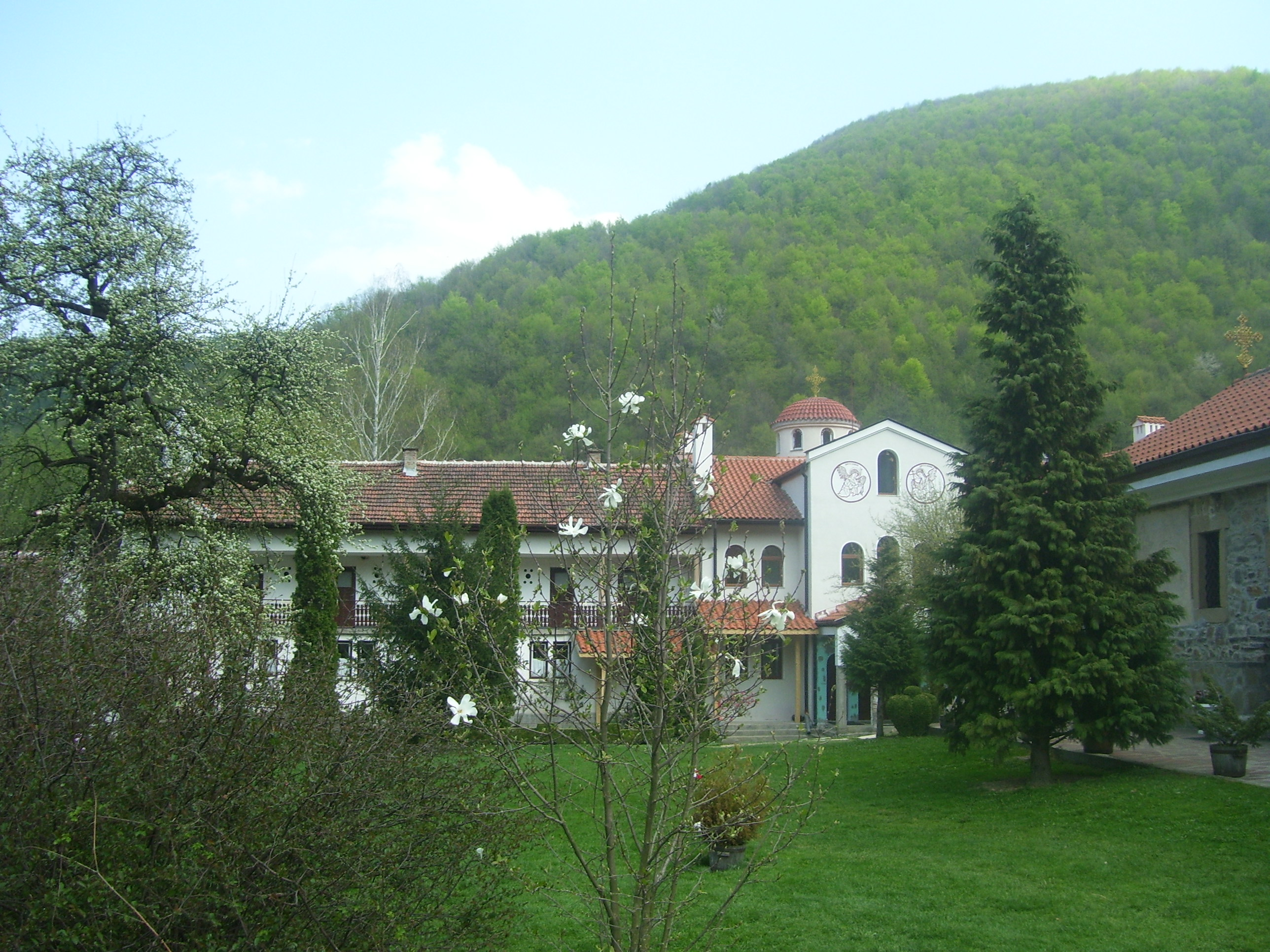